# Unukse
Unukse (Duits: Unnuks) is een plaats in de Estlandse gemeente Viru-Nigula, provincie Lääne-Virumaa. De plaats heeft de status van dorp (Estisch: küla).

## Bevolking
De ontwikkeling van het aantal inwoners blijkt uit het volgende staatje:
| Jaar            | 2011 | 2017 | 2019 | 2020 | 2021 |
| --------------- | ---- | ---- | ---- | ---- | ---- |
| Aantal inwoners | 29   | 36   | 33   | 39   | 44   |

## Geografie
De rivier Pada komt door het dorp. Een deel van het dorp valt onder het natuurreservaat Mahu-Rannametsa looduskaitseala (4,1 km²).
Bij Unukse ligt een vroegere offersteen met de naam Naiskivi.

## Geschiedenis
Unukse werd in 1241 voor het eerst genoemd als dorp Unox (geschreven als Vnox). In 1543 stond het bekend als Unnas, een dorp met een watermolen op het landgoed van Kook (Koogu). Ergens tussen 1782 en 1795 werd het gebied rond het dorp een zelfstandig landgoed, maar vanaf 1876 had het wel dezelfde eigenaar als Waschel (Vasta). In 1844 heette het Unnuks.
Van het landgoed zijn het landhuis en de wodkastokerij bewaard gebleven.
In 1977 werden de buurdorpen Pärna, Sooküla, Orgu en Adrika bij Unukse gevoegd. In 1997 werd Pärna weer een zelfstandig dorp. Het voormalige dorp Sooküla kwam nu op het grondgebied van Pärna te liggen, terwijl Orgu werd opgedeeld tussen Pärna en Unukse.

## Foto's

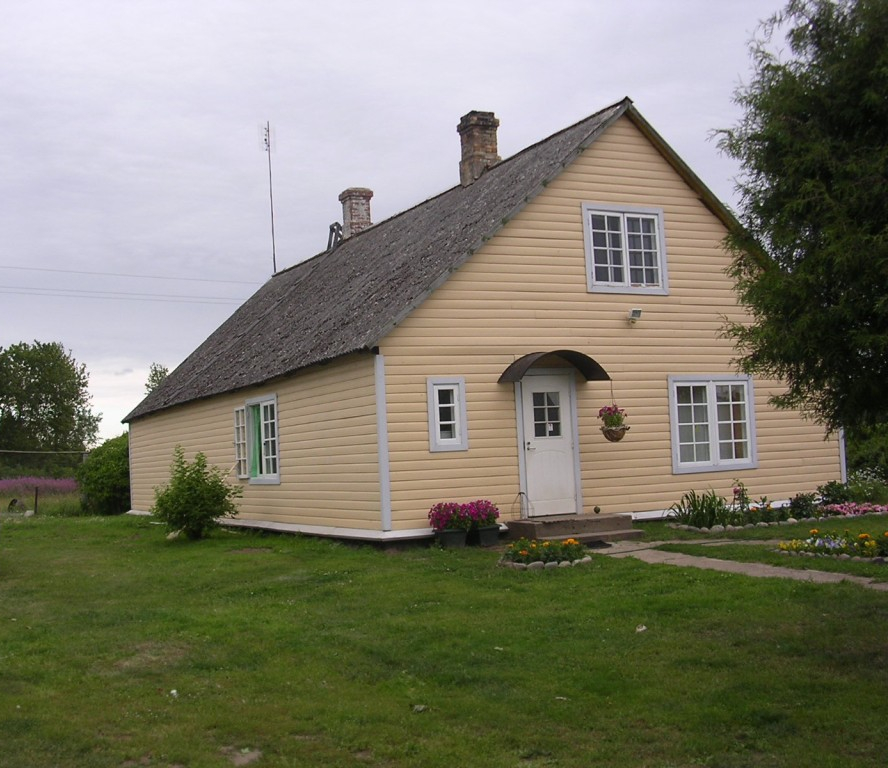
Houten huis
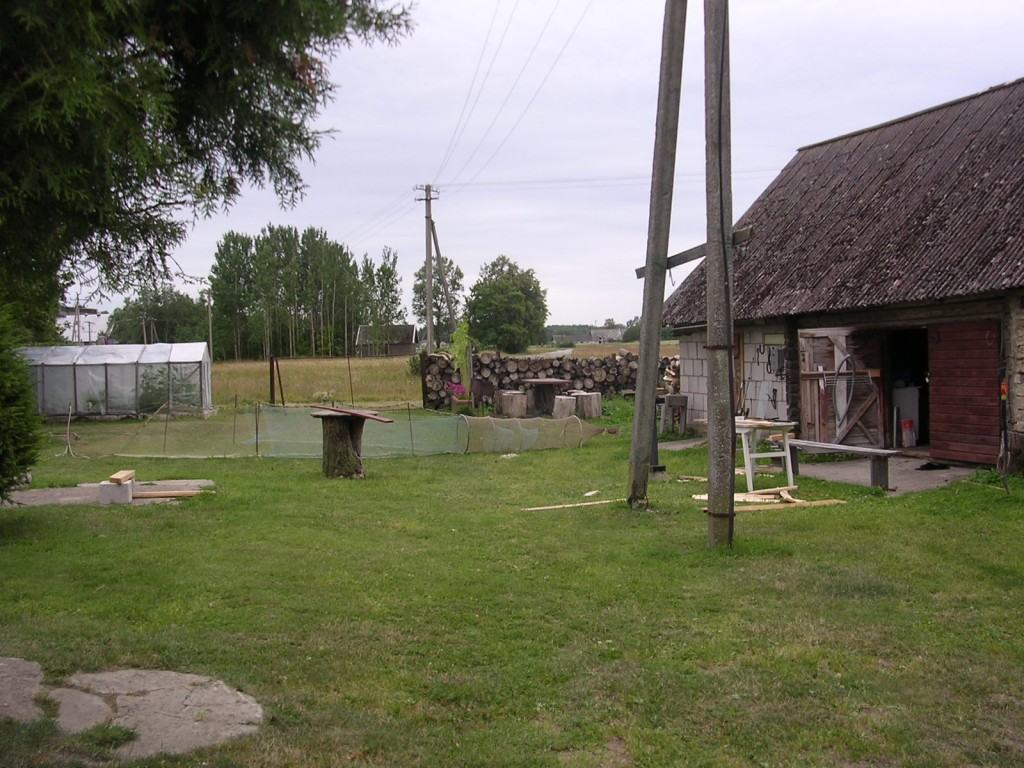
Erf van een boerderij
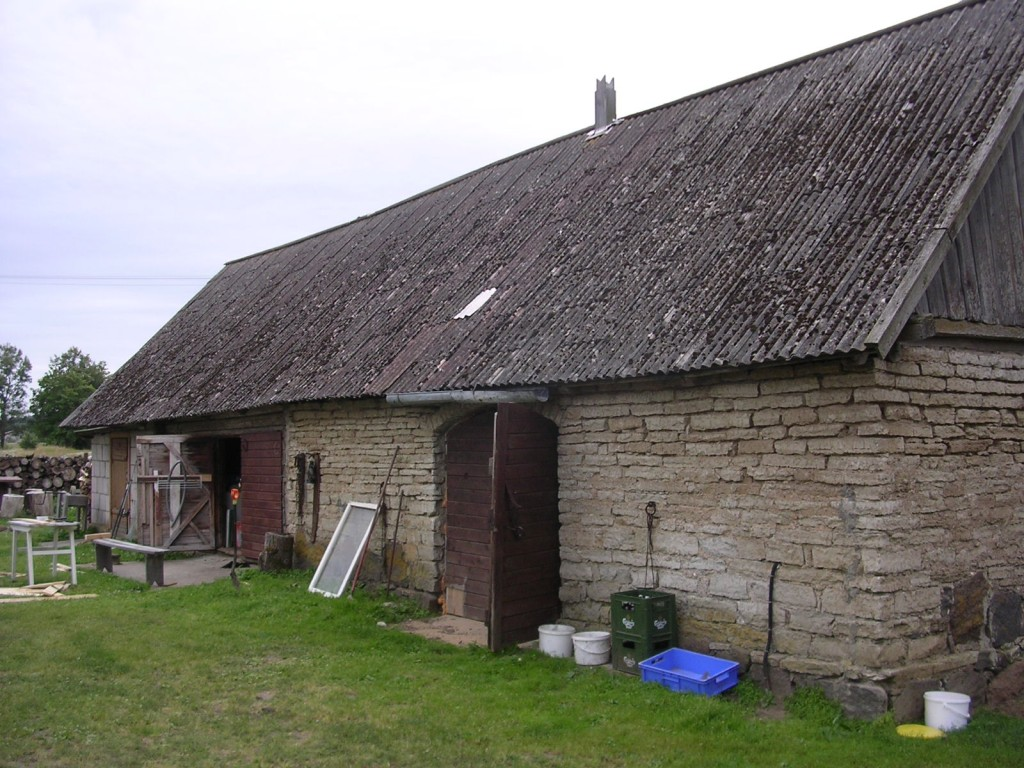
Schuur
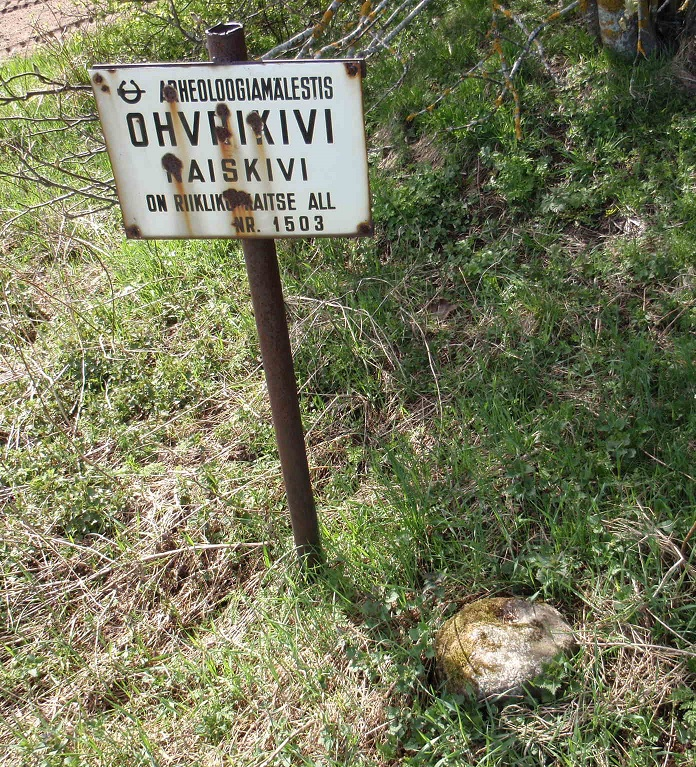
Naiskivi